# Plagiognathus arbustorum
Plagiognathus arbustorum är en insektsart som först beskrevs av Fabricius 1794.  Plagiognathus arbustorum ingår i släktet Plagiognathus och familjen ängsskinnbaggar. Arten är reproducerande i Sverige. Inga underarter finns listade i Catalogue of Life.

## Bildgalleri

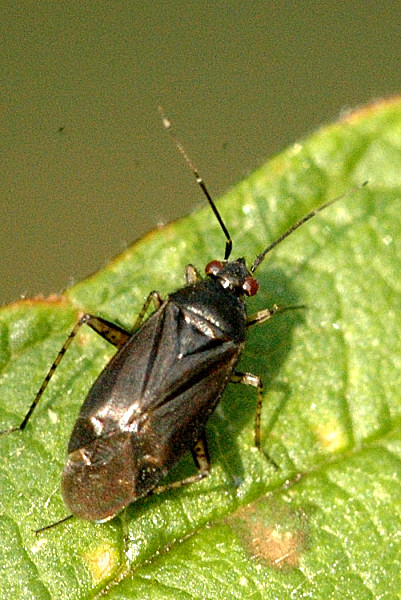
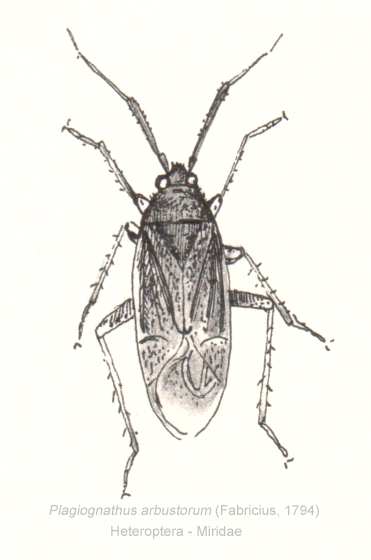
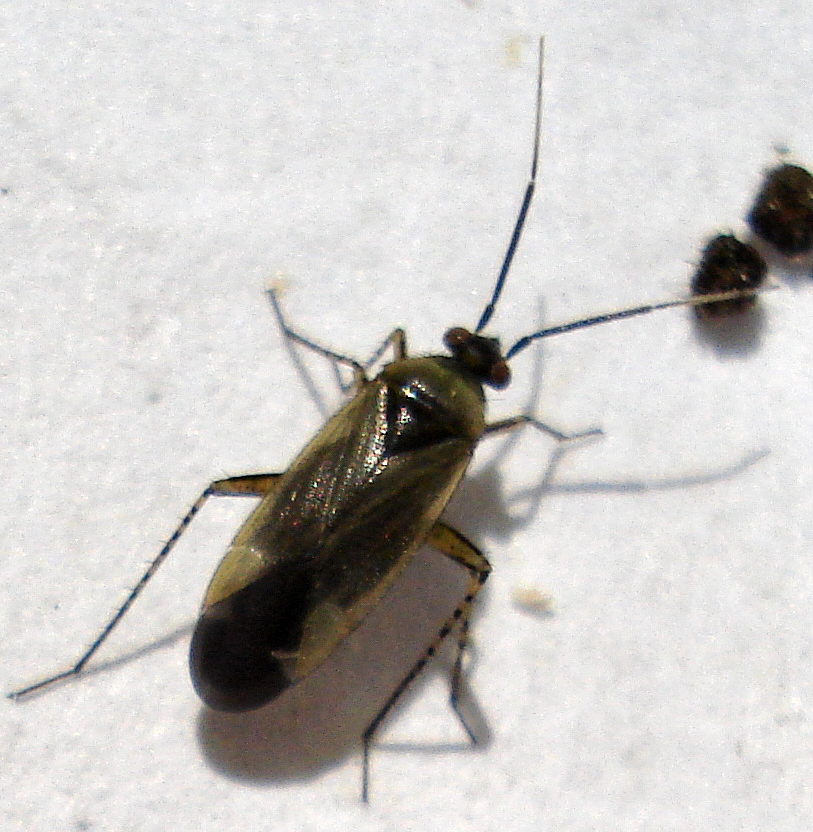
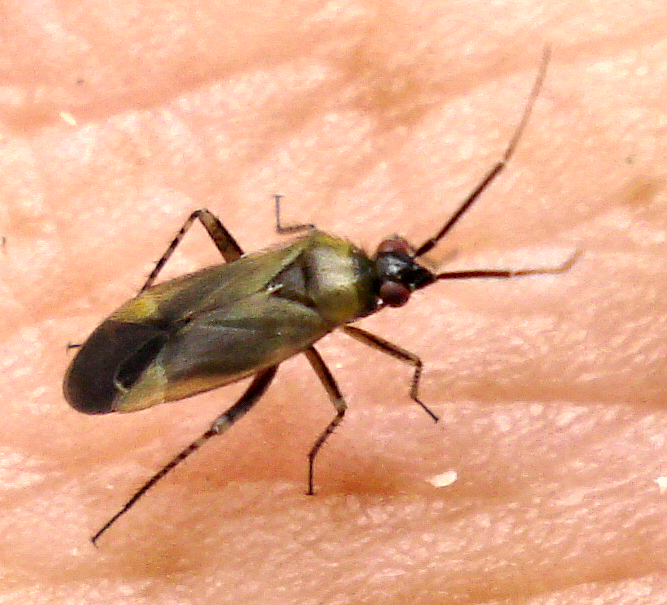
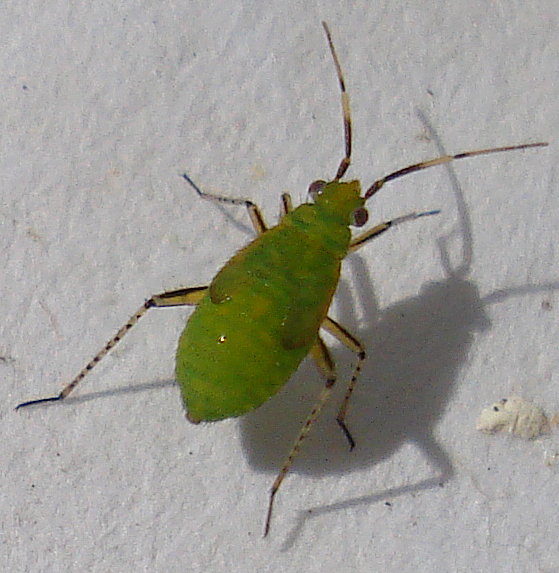